# Cretinetti sposo suo malgrado
Cretinetti sposo suo malgrado è un cortometraggio del 1910.